# جوئی
جوئی (به ژاپنی: 寿永 Juei) نام یک عصر تاریخی ژاپنی (نِنگُو) بود. این عصر بعد از یووا (دوره) و قبل از گنریاکو قرار داشت و از مه ۱۱۸۲ تا مارس ۱۱۸۴ میلادی به طول انجامید. در طی این عصر امپراتور آنتوکو و امپراتور گو توبا، امپراتوران ژاپن بودند.
دوران جنگ گنپی (جنگ جیشو-جوئی)، زمانی که خاندان گنجی و هیکه علیه یکدیگر جنگیدند. طرف میناموتو نو یوریتومو از این نام عصر استفاده نکرد و به استفاده از جیشو قبلی ادامه داد، اما مذاکرات سیاسی بین طرف میناموتو و دربار امپراتوری شروع شد و دربار امپراتوری اعلامیه ای در ماه دهم سال دوم جوئی صادر کرد که پس از سال ۱۱۸۳، نیز همان نام دوره در کیوتو در کاماکورا مورد استفاده قرار گرفت. علاوه بر این، حتی پس از از دست دادن پایتخت خاندان هایکه، آنها از نام عصر گنریاکو بعدی استفاده نکردند، و تا زمان سقوط خود به استفاده از نام دوره جوئی ادامه دادند. بنابر این پایان جنگ گنپی و نبرد دان نو اورا بر پایه نظر خاندان تایرا در سال ۱۱۸۵ و چهارمین سال از جوئی اتفاق افتاد. در صورتیکه زمان این نبرد بر پایه نظر خاندان میناموتو سال دوم گنریاکو بود.